# Cossé-d'Anjou
Pour les articles homonymes, voir Cossé.
Cossé-d'Anjou est une ancienne commune française située dans le département de Maine-et-Loire, en région Pays de la Loire.
Le 15 décembre 2015, elle est devenue une commune déléguée au sein de la commune nouvelle de Chemillé-en-Anjou.

## Géographie
Localité angevine des Mauges, Cossé-d'Anjou se situe au nord de La Tourlandry, sur la route D 133, Valanjou - La Tourlandry.

## Toponymie
Cossé-d'Anjou, du latin Cocaium, Cozaiacum, ensuite Cossay, puis Cossé et Cossé-d'Anjou en 1930.

## Histoire

### La Frappinière
Les terres et château de la Frappinière à la Révolution : Les alliances aidant, à la veille de la Révolution ce sont 85 fermes qui se rattachent à la propriété de la Beuvrière (Grez-Neuville), y compris un moulin à vent et un moulin à eau au bout de l’étang.
À la Révolution, Eulalie Victoire Hullin de la Selle est mariée avec Pierre Charles de Terves, elle surmonte des épreuves impensables : 
- son frère Charles César Hullin de la Selle, militaire royal, né à la Beuvrière en 1740, émigre ;
- trois de ses fils, Joseph, Pierre et Prosper de Terves (dont Grand Pierre et La Coulisse) émigrent puis s’engagent et sont tués dans la chouannerie ;
- ses trois filles meurent de misère dans ses bras à la prison de Montreuil-Bellay.

### Succession de Pierre Charles de Terves
La succession de Pierre Charles de Terves et de son épouse Eulalie Victoire Hullin de la Selle : Le 3 novembre 1827, à la suite du décès de Eulalie Victoire Hullin de la Selle, veuve depuis vingt-deux ans de Pierre Charles de Terves, le notaire Mathurin Priou procède au partage de la succession du couple, en présence de deux témoins, Félix Élie Mercier la Vendée, maire du Lion et de Pierre Audiot, propriétaire. De leurs treize enfants, il ne reste que quatre héritiers descendants survivants.
Le mobilier a déjà été partagé à l’amiable. Il reste à partager un parc immobilier considérable. Il sera divisé en quatre lots égaux, attribués à chacun par tirage au sort à deux tours, soit :
- quatre châteaux plus ou moins en ruine, les parcs, cours, jardins, étangs et dépendances ;
- soixante-sept domaines, métairies ou closeries ;
- trente-cinq bois, taillis et haute futaie ;
- quatre moulins à eau ou à vent ;
- deux hôtels à Angers, trois maisons, les cours, jardins et dépendances ;
- des rentes foncières à recevoir et des rentes de bienfaisance à payer.

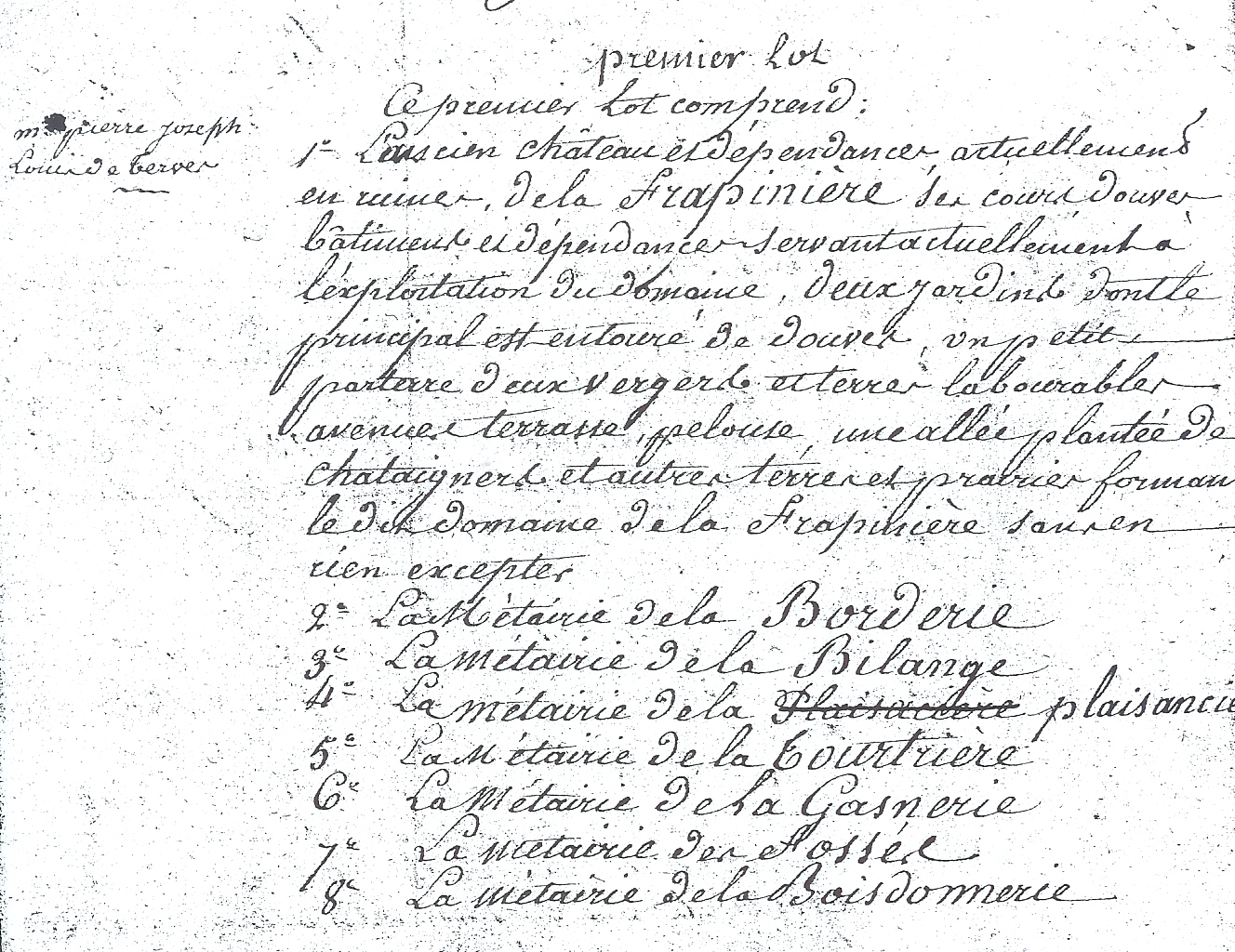
Premier lot.
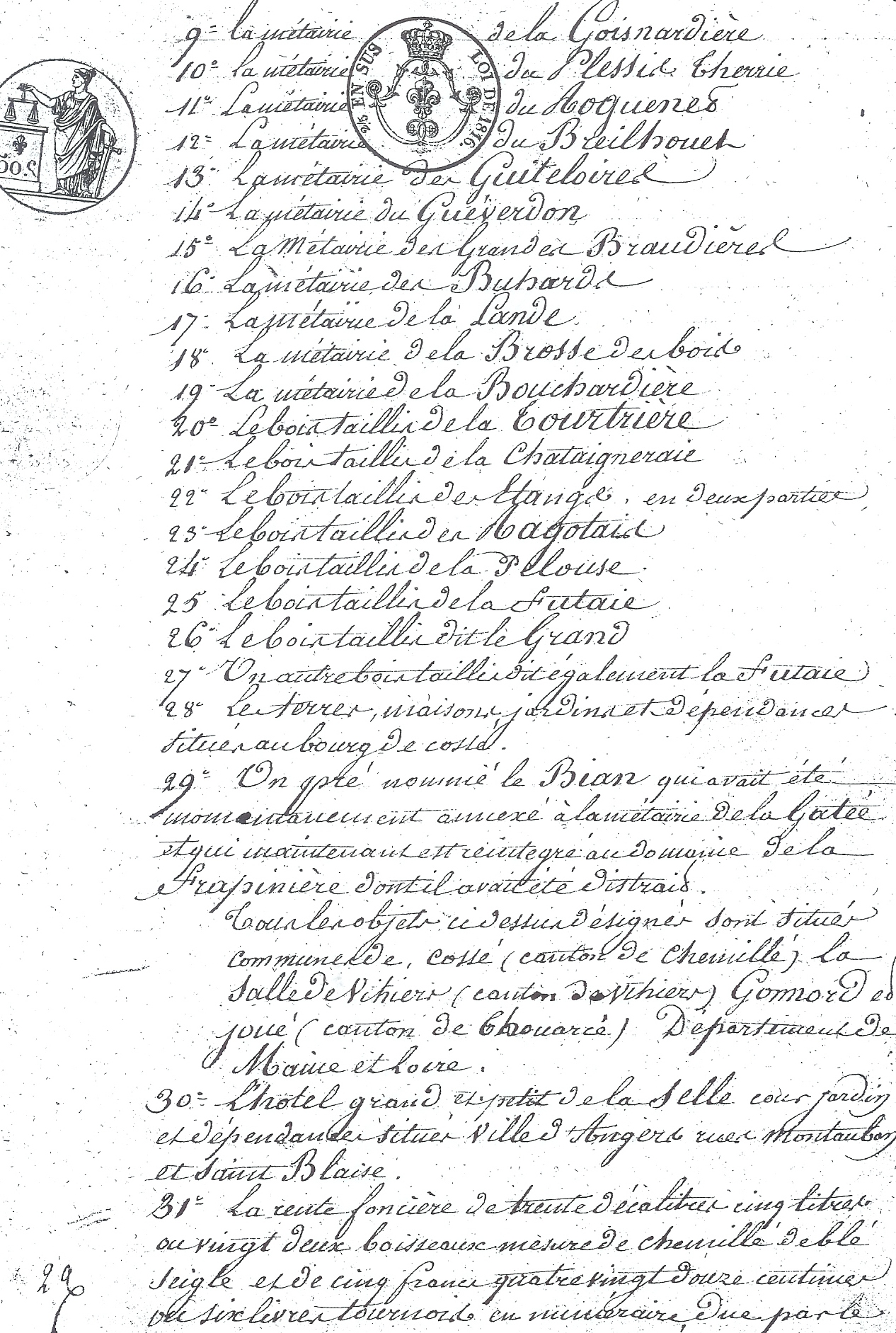
Premier lot (suite).
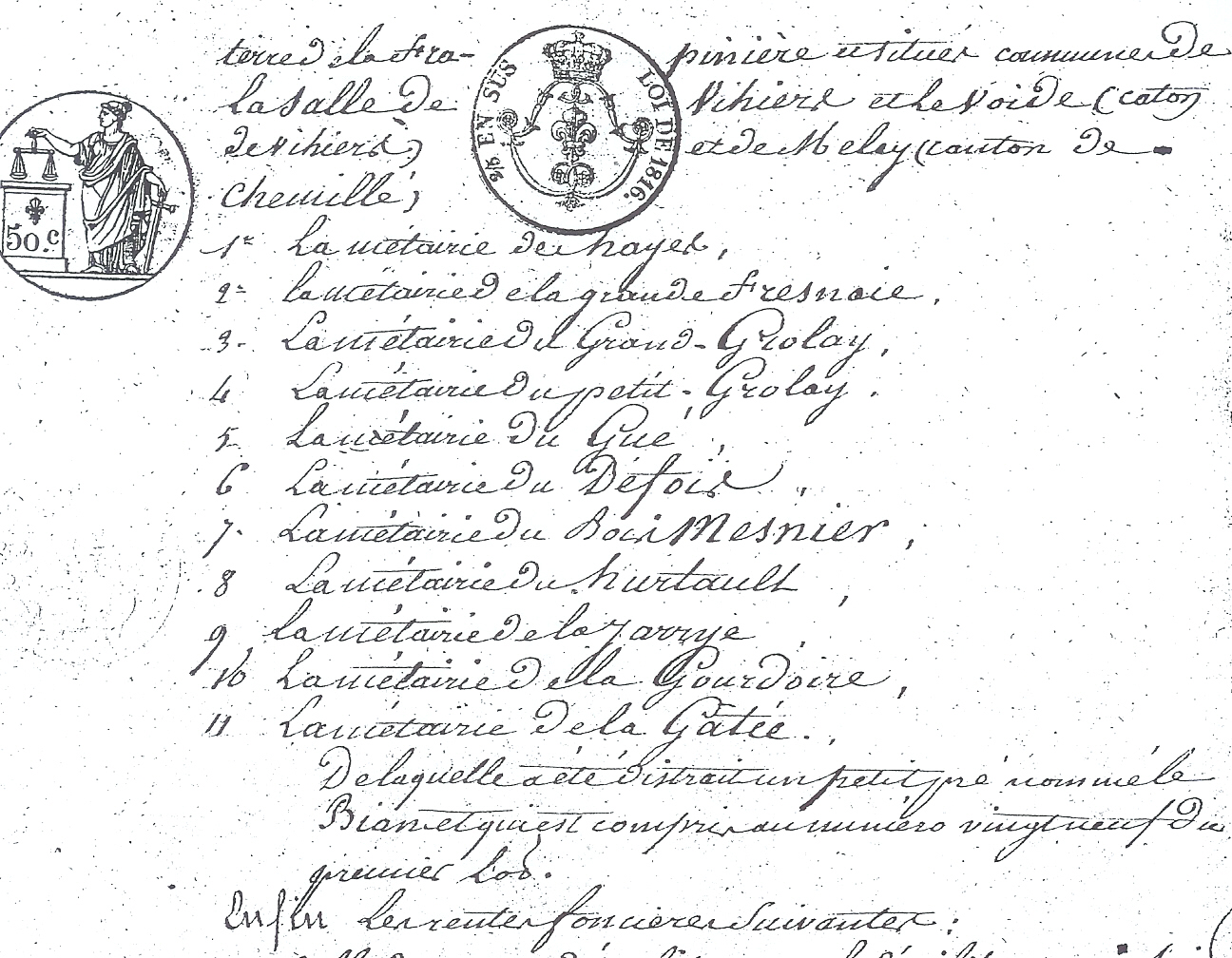
Partie du troisième lot.

Ce sont les terres et constructions de l’Anjouère, du château de la Beuvrière Grez-Neuville, du Margat, et de la Frappinière de Cossé-d'Anjou (les Hullin de la Selle en avaient hérité des Saint Offange). Elles sont situées sur La Pouëze, Vern d’anjou, Grez-Neuville, Brain-sur-Longuenée, Contigné, Brissarthe, Châteauneuf, Cossé-d’Anjou près Chemillé, la Salle-de-Vihiers, Gonnord, Joué, et Angers.
Ces propriétés tomberont dans l'escarcelle de Pierre Joseph Louis de Terves (décédé en 1857), marié à Marie Céleste de Villoutrey, pour le premier lot et dans celle de Charles Henry de Saint-André, marié à Marguerite Charlotte de Terves, pour le troisième lot.
C'est ce Pierre Joseph Louis de Terves qui en 1832 reconstruit l'actuel château de la Frappinière.

### Époque contemporaine
Le 2 novembre 1870, le ballon monté Fulton, piloté par un marin nommé Le Gloarnec et accompagné d'un ingénieur des ponts et Chaussées Ernest Cézanne, s'envole de la gare d'Orléans à Paris alors assiégé et termine sa course à Cossé-d'Anjou après avoir parcouru 345 kilomètres.
Pendant la Première Guerre mondiale, 18 habitants perdent la vie. Lors de la Seconde Guerre mondiale, aucun habitant n'est tué.
En 2014, un projet de fusion de l'ensemble des communes de l'intercommunalité se dessine. Le 2 juillet 2015, les conseils municipaux de l'ensemble des communes du territoire communautaire votent la création d'une commune nouvelle au 15 décembre 2015. Le 15 décembre 2015, la commune nouvelle de Chemillé-en-Anjou est créée et regroupe les 13 communes de l'ancienne communauté de communes de la Région de Chemillé, dont Cossé-d'Anjou, qui devient dès lors une commune déléguée.

## Politique et administration

### Administration municipale

#### Administration actuelle
Depuis le 15 décembre 2015, Cossé-d'Anjou constitue une commune déléguée au sein de la commune nouvelle de Chemillé-en-Anjou, et dispose d'un maire délégué.
| Période                                  | Période | Identité  | Étiquette | Qualité |
| ---------------------------------------- | ------- | --------- | --------- | ------- |
| 15 décembre 2015                         |         | Luc Pelé, |           |         |
| Les données manquantes sont à compléter. |         |           |           |         |

#### Administration ancienne
| Période                                  | Période          | Identité         | Étiquette | Qualité             |
| ---------------------------------------- | ---------------- | ---------------- | --------- | ------------------- |
| Les données manquantes sont à compléter. |                  |                  |           |                     |
| 1878                                     | 1904             | Jean Body        |           |                     |
| 1904                                     | 1912             | Henri Jacquet    |           |                     |
| 1912                                     | 1919             | Jean Body        |           |                     |
| 1919                                     | 1925             | Charles Fardeau  |           |                     |
| 1925                                     | 1935             | Alfred Baron     |           |                     |
| 1935                                     | 1947             | Sulpice Baron    |           |                     |
| 1947                                     | 1983             | Jean Body        |           |                     |
| 1983                                     | 1989             | Maurice Caillaud |           |                     |
| 1989                                     | 2001             | Auguste Bousquet |           | Exploitant agricole |
| mars 2001                                | mars 2008        | Camille Deffois  |           | Exploitant agricole |
| mars 2008                                | avril 2014       | Gérard Leclerc   |           | Retraité            |
| avril 2014                               | 14 décembre 2015 | Luc Pelé         |           |                     |

### Ancienne situation administrative
La commune était membre de la communauté de communes de la région de Chemillé, elle-même membre du syndicat mixte Pays des Mauges. La communauté de communes cesse d'exister le 15 décembre 2015 et ses compétences sont transférées à la commune nouvelle de Chemillé-en-Anjou.

## Population et société

### Démographie

#### Évolution démographique
L'évolution du nombre d'habitants est connue à travers les recensements de la population effectués dans la commune depuis 1800. À partir du 1er janvier 2009, les populations légales des communes sont publiées annuellement dans le cadre d'un recensement qui repose désormais sur une collecte d'information annuelle, concernant successivement tous les territoires communaux au cours d'une période de cinq ans. 
Pour les communes de moins de 10 000 habitants, une enquête de recensement portant sur toute la population est réalisée tous les cinq ans, les populations légales des années intermédiaires étant quant à elles estimées par interpolation ou extrapolation. Pour la commune, le premier recensement exhaustif entrant dans le cadre du nouveau dispositif a été réalisé en 2005,.
En 2013, la commune comptait 430 habitants, en évolution de −1,15 % par rapport à 2008 (Maine-et-Loire : +3,3 %, France hors Mayotte : +2,49 %).
| 1800 | 1806 | 1821 | 1831 | 1836 | 1841 | 1846 | 1851 | 1856 |
| ---- | ---- | ---- | ---- | ---- | ---- | ---- | ---- | ---- |
| 365  | 412  | 530  | 540  | 517  | 530  | 545  | 548  | 532  |

| 1861 | 1866 | 1872 | 1876 | 1881 | 1886 | 1891 | 1896 | 1901 |
| ---- | ---- | ---- | ---- | ---- | ---- | ---- | ---- | ---- |
| 537  | 532  | 511  | 463  | 451  | 449  | 431  | 410  | 410  |

| 1906 | 1911 | 1921 | 1926 | 1931 | 1936 | 1946 | 1954 | 1962 |
| ---- | ---- | ---- | ---- | ---- | ---- | ---- | ---- | ---- |
| 408  | 400  | 354  | 372  | 365  | 355  | 335  | 343  | 331  |

| 1968 | 1975 | 1982 | 1990 | 1999 | 2005 | 2010 | 2013 | - |
| ---- | ---- | ---- | ---- | ---- | ---- | ---- | ---- | - |
| 305  | 291  | 286  | 360  | 407  | 430  | 431  | 430  | - |

#### Pyramide des âges
La population de la commune est relativement jeune. Le taux de personnes d'un âge supérieur à 60 ans (12,6 %) est en effet inférieur au taux national (21,8 %) et au taux départemental (21,4 %).
Contrairement aux répartitions nationale et départementale, la population masculine de la commune est supérieure à la population féminine (50,9 % contre 48,7 % au niveau national et 48,9 % au niveau départemental).
La répartition de la population de la commune par tranches d'âge est, en 2008, la suivante :
- 50,9 % d’hommes (0 à 14 ans = 22,8 %, 15 à 29 ans = 21 %, 30 à 44 ans = 28,8 %, 45 à 59 ans = 17,4 %, plus de 60 ans = 10,1 %) ;
- 49,1 % de femmes (0 à 14 ans = 26,1 %, 15 à 29 ans = 19 %, 30 à 44 ans = 23,2 %, 45 à 59 ans = 16,6 %, plus de 60 ans = 15,2 %).

| Hommes | Classe d’âge | Femmes |
| ------ | ------------ | ------ |
| 0,0    | 90 ans ou +  | 0,0    |
| 5,5    | 75 à 89 ans  | 5,7    |
| 4,6    | 60 à 74 ans  | 9,5    |
| 17,4   | 45 à 59 ans  | 16,6   |
| 28,8   | 30 à 44 ans  | 23,2   |
| 21,0   | 15 à 29 ans  | 19,0   |
| 22,8   | 0 à 14 ans   | 26,1   |

| Hommes | Classe d’âge | Femmes |
| ------ | ------------ | ------ |
| 0,4    | 90 ans ou +  | 1,1    |
| 6,3    | 75 à 89 ans  | 9,5    |
| 12,1   | 60 à 74 ans  | 13,1   |
| 20,0   | 45 à 59 ans  | 19,4   |
| 20,3   | 30 à 44 ans  | 19,3   |
| 20,2   | 15 à 29 ans  | 18,9   |
| 20,7   | 0 à 14 ans   | 18,7   |

## Économie
Sur 48 établissements présents sur la commune à fin 2010, 54 % relevaient du secteur de l'agriculture (pour une moyenne de 17 % sur le département), 6 % du secteur de l'industrie, 6 % du secteur de la construction, 23 % de celui du commerce et des services et 10 % du secteur de l'administration et de la santé.

## Culture locale et patrimoine

### Personnalités liées à la commune
- Henri-Louis Bayard (1812-1852), docteur.